# Chenbao (köpinghuvudort i Kina, Jiangsu Sheng, lat 32,76, long 119,89)
Chenbao (kinesiska: 陈堡, 陈堡镇) är en köpinghuvudort i Kina. Den ligger i provinsen Jiangsu, i den östra delen av landet, omkring 130 kilometer nordost om provinshuvudstaden Nanjing. Antalet invånare är 33 083. Befolkningen består av 16 788 kvinnor och 16 295 män. Barn under 15 år utgör 12,0 %, vuxna 15-64 år 69 %, och äldre över 65 år 17,0 %.
Runt Chenbao är det tätbefolkat, med 659 invånare per kvadratkilometer. Närmaste större samhälle är Shaoyang, 19,5 km norr om Chenbao. Trakten runt Chenbao består till största delen av jordbruksmark.
Genomsnittlig årsnederbörd är 1 119 millimeter. Den regnigaste månaden är juli, med i genomsnitt 254 mm nederbörd, och den torraste är januari, med 28 mm nederbörd.